# Eduard Stein

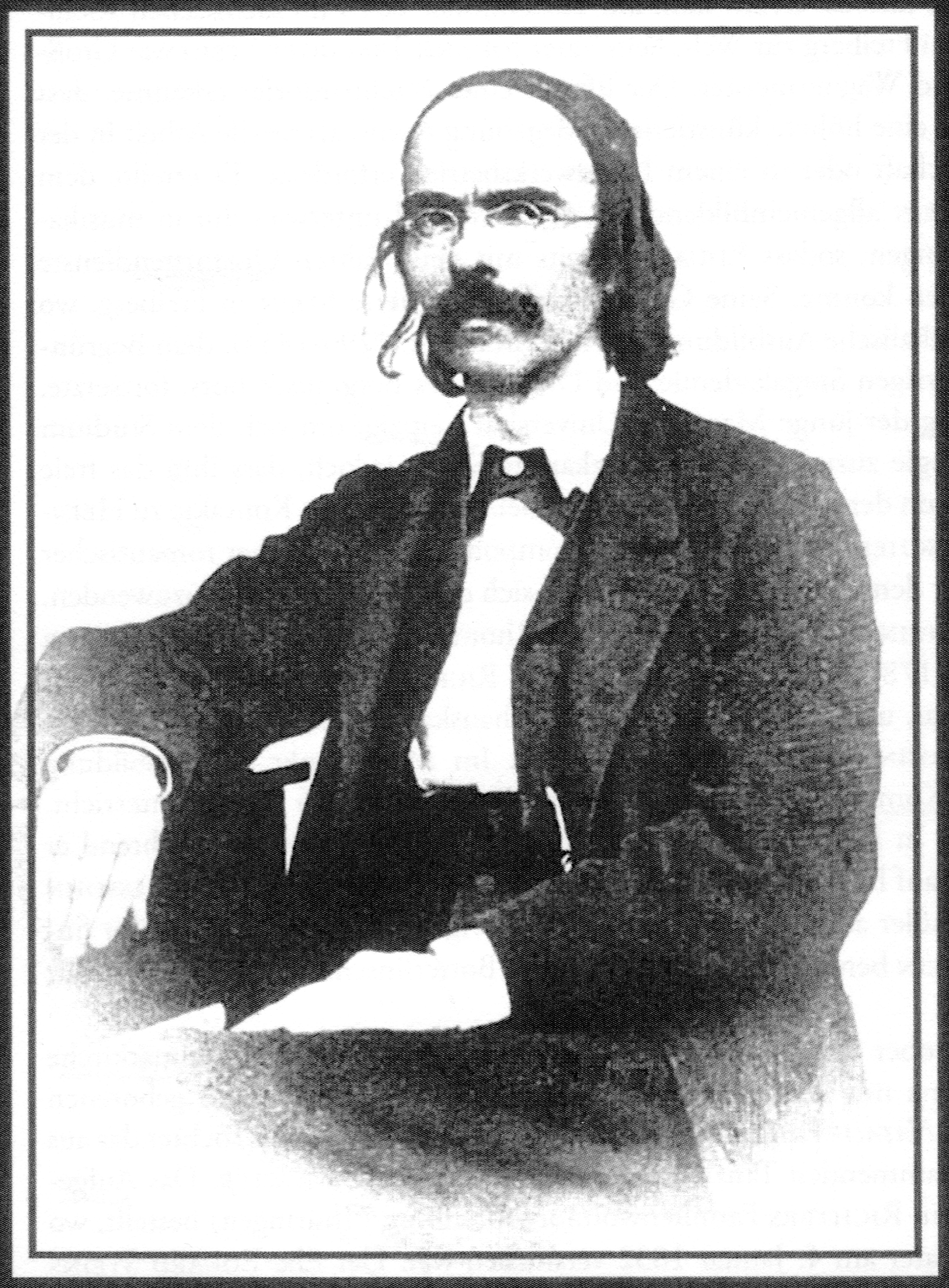
Hofkapellmeister Eduard Stein (1818–1864)

Eduard Stein (* 16. Oktober 1818 in Kleinschirma; † 16. März 1864 in Sondershausen) war Dirigent, Musikdirektor und Fürstlicher Hofkapellmeister des (später so genannten) Loh-Orchesters in der Residenzstadt des Fürstentums Schwarzburg-Sondershausen.

## Leben

### Kindheit und Ausbildung
Eduard Stein wurde 1818 als Sohn des Landmanns Johann Traugott Stein in Kleinschirma bei Freiberg in Sachsen geboren.
Er besuchte das Gymnasium in Freiberg, wo auch seine musikalische Neigung vom Begründer der Singakademie und Dirigent des Bergmusikchors August Ferdinand Anacker gefördert wurde, die zuvor vom heimatlichen Pfarrer entdeckt worden war. Anschließend begann er ein Theologiestudium an der Universität Leipzig, das er jedoch unter Einfluss von Heinrich Marschner und Felix Mendelssohn Bartholdy zugunsten einer musikalischen Ausbildung abbrach.

### Beruflicher Werdegang
Nach seinem Studienabbruch und einer musikalischen Ausbildung war Stein bis 1845 in Bautzen Musikdirektor einer wandernden Theatergesellschaft.
Danach ging er nach Frankfurt (Oder) und wurde zunächst Leiter der Oper. Später wirkte er als Dirigent der Sinfoniekonzerte, der Liedertafel und der Singakademie.
Auf seine Bewerbung als Fürstlicher Hofkapellmeister in Sondershausen wurde er im Januar 1853 mit dieser Stelle betraut; er hatte sie bis zu seinem Tod am 16. März 1864 inne. In seiner Sondershäuser Zeit unterrichtete er unter anderem auch den späteren schottischen Dirigenten und Komponisten Alexander Mackenzie.

### Familie
In Altenburg lernte Eduard Stein die aus Annaberg stammende Eleonore Natalie Richter (geb. 1818), die Tochter eines Dresdener Tanzlehrers, kennen. Am 4. Oktober 1842 heirateten sie in Bautzen. Aus der Ehe gingen ein Sohn und eine Tochter hervor, deren Spuren sich jedoch nach Eduards Tod verlieren.

## Schaffen in Sondershausen

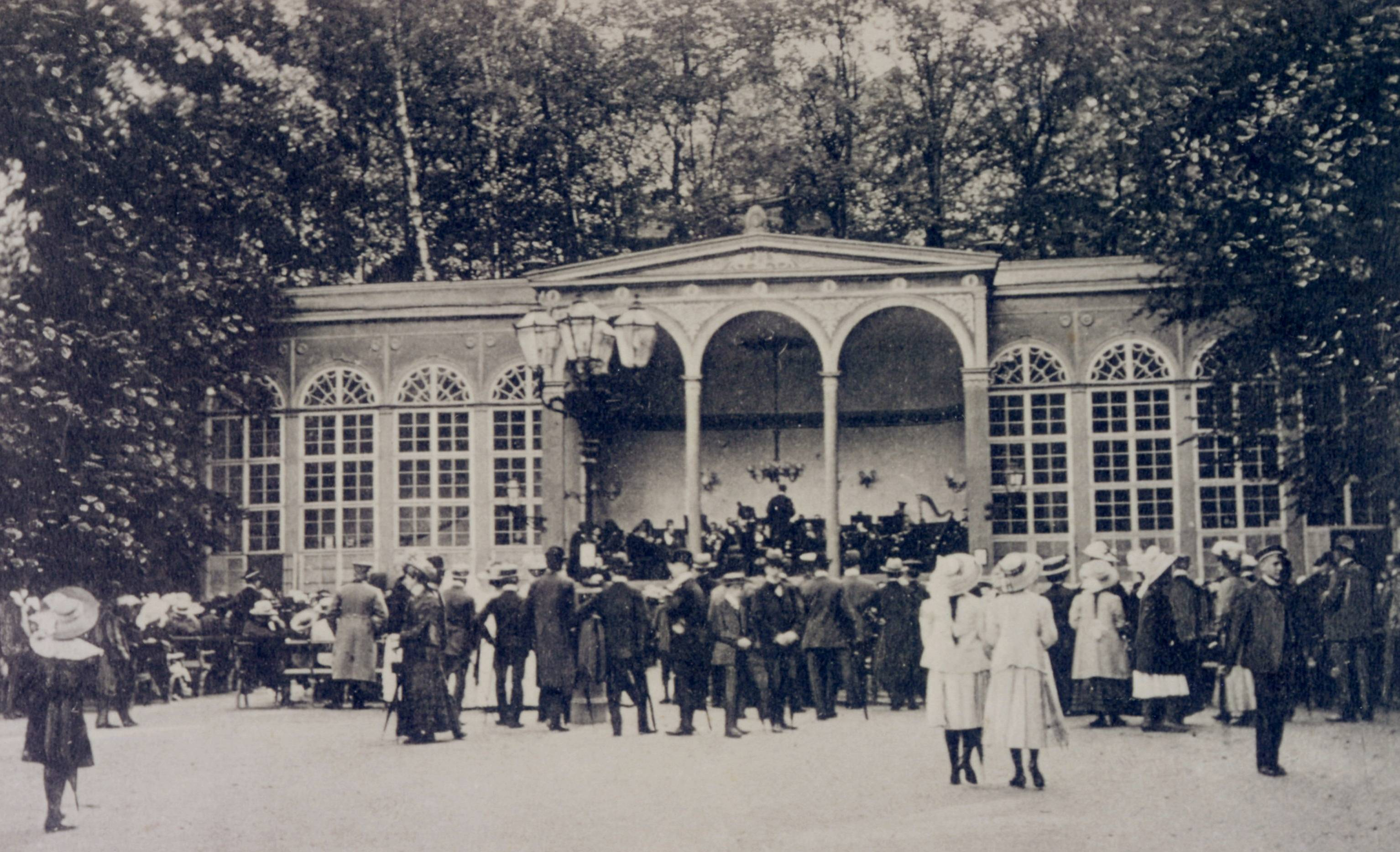
Die ehemalige Loh-Halle am Lohplatz in Sondershausen

Eduard Stein gelang es als Dirigent, die von Gottfried Herrmann zum Sinfonieorchester entwickelte Hofkapelle auf das qualitative Niveau bedeutender Orchester von musikalisch bestimmenden deutschen Zentren zu heben. Sehr früh führte er die sogenannte Zukunftsmusik (auch Neudeutsche Schule genannt) von Franz Liszt und Richard Wagner auf, die damals noch sehr ungewohnt war. Durch werbende Vorbesprechungen im Deutschen versuchte er 1856, das Publikum auf die Neuerungen einzustimmen.
Eine frühe Aufführung des Lohengrin am 26. März 1858 erfuhr von Laue eine begeisterte Besprechung, die Wagner am 3. Mai zu einem Brief an Stein veranlasste:
„Lieber Herr Kapellmeister!
So eben lese ich einen Bericht über Ihre Aufführung meines Lohengrin, und ersehe daraus, dass ich so glücklich war, in Ihnen auf einen jener seltenen Freunde zu treffen, deren schöne und erhebende Theilnahme einzig es mich nicht bereuen lässt, meine Arbeiten der Oeffentlichkeit übergeben zu haben, wo sie so oft und gewöhnlich das Loos der Mishandlung und Verhöhnung erfahren.–
Begegnungen, wie die Ihrige, sind es einzig, die mich über mein Schicksal trösten, das ohne dem zu den beklagenswerthesten des Daseins gehören müsste.
Grüssen Sie Herrn Pichon – trotz seines Unglücks bei der ersten Vorstellung – bestens, und danken Sie ihm in meinem Namen, dass er mit schöner Wärme vor einiger Zeit schon mich auf Ihre grosse Hingebung für mein Werk aufmerksam machte. […]
Ihrem geehrten Orchester, sowie den mir unbekannten Sängern, die sich im Lohengrin so auszeichneten, meinen grössten Dank und besten Gruss!
Hoffentlich sehe ich auch Sie einstens noch: dann lassen Sie meinen Händedruck ergänzen, was ich heute in Kürze, aber mit nachdrücklicher, inniger Betonung sage: – Dank, Dank für die Freude, die Sie mir machten!
Ihr Richard Wagner.“
Auf Steins Erwiderung antwortete Wagner am 3. Juli:
„Geehrter Freund!
Nehmen [Sie] in kurzen Worten nun auch noch für Ihren so ausnehmend freundschaftlichen Brief Dank, und theilen Sie, wenn ich bitten darf, auch Herrn Laue meine Freude darüber mit, dass ich mir in ihm, wie in Ihnen, so geneigte Herzen gewonnen habe!
[…] Ihr ergebenster Richard Wagner.“
Die Programmgestaltung und Aufführungspraxis fand Franz Liszts Bewunderung und veranlasste ihn drei Mal, nach Sondershausen zu kommen, um Konzerte unter Stein zu erleben. Auch nach Steins Tod folgten weitere Besuche. Mit Liszt kamen auch der Pianist, Dirigent und gefürchtete Kritiker Hans von Bülow und der Journalist und Herausgeber der Neuen Zeitschrift für Musik in Leipzig, Franz Brendel, in die Residenzstadt. Sie machten mit ihren lobenden Berichten die Stadt Sondershausen und das Orchester in der Musikwelt weit bekannt.

## Nachklang
Zum Jahresgedächtnis am 16. März 1865 wurde auf dem Grab (auf dem damaligen Friedhof Rosengarten) ein Marmorstein mit der Inschrift „EDUARD STEIN | † | XVI. MAERZ MDCCCLXIV“ feierlich enthüllt. Diese Grabstätte wurde 1952 eingeebnet. Seit 2012 gibt es auf dem Alten Gottesacker eine Stele mit Steins Porträt und Lebensdaten.
Bis zum Abriss der Loh-Halle 1973 stand Steins Name neben anderen Kapellmeistern des Loh-Orchesters in einem umlaufenden Fries in der Konzertmuschel. Heute findet man von diesem Fries eine Nachbildung in der Musikabteilung des Schlossmuseums Sondershausen. Auch im Foyer des Konzerthauses Haus der Kunst in Sondershausen ist sein Name zu lesen.